# Otto Tenne
Otto Tenne (* 29. Januar 1904 in Hamburg, Stadtteil St. Pauli; † 15. April 1971 ebenda) war ein deutscher  Komponist, Chorleiter und freier Schriftsteller.

## Leben

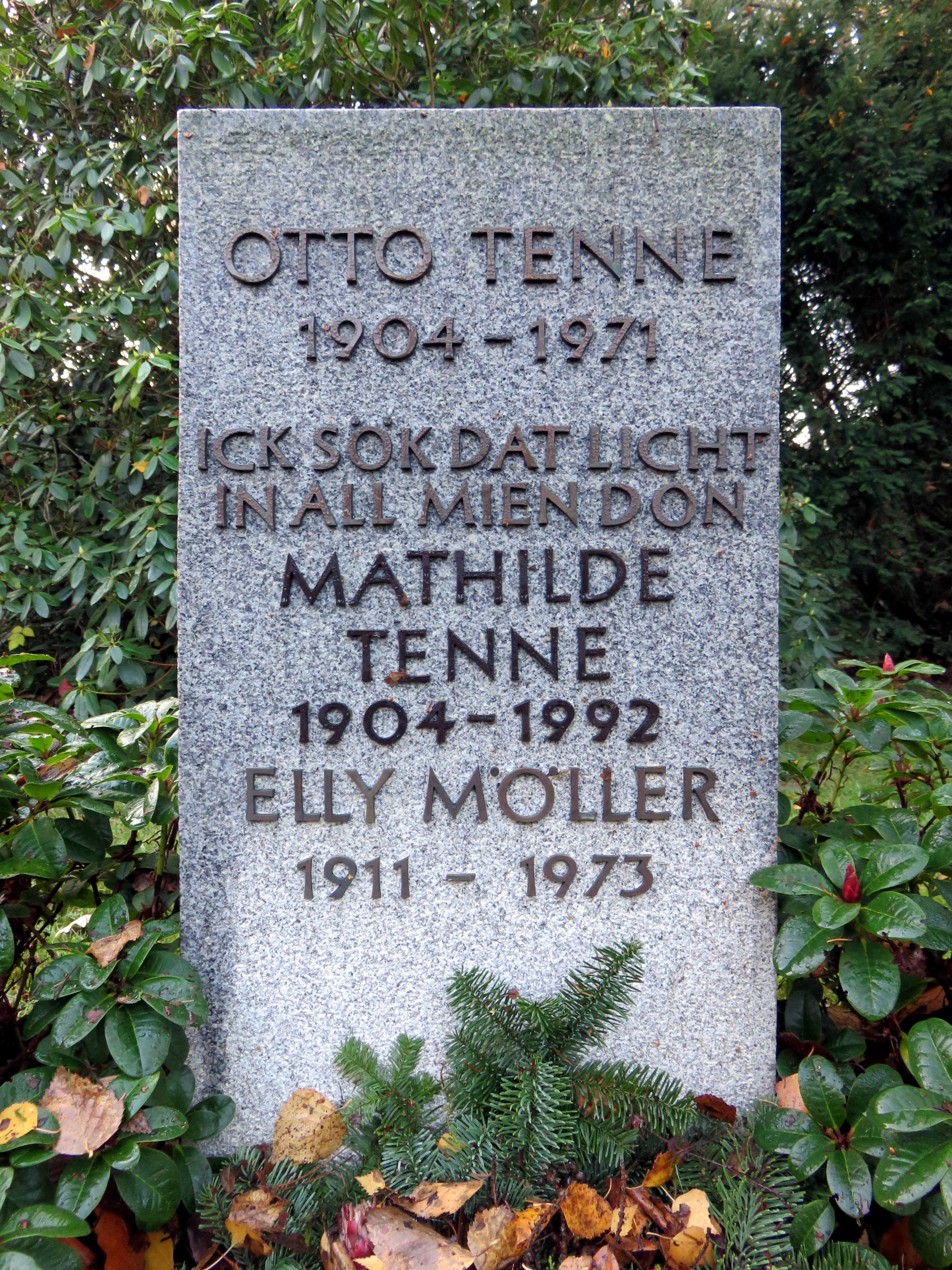
Grab Otto Tenne auf dem Friedhof Ohlsdorf

Tenne studierte zunächst Musik und arbeitete ab 1924 beim Süddeutschen Rundfunk als Musikbegleiter. 1930 wechselte er als freier Mitarbeiter zur Nordischen Rundfunk AG (NORAG, später NWDR bzw. NDR), wo er als Komponist tätig war, Klavier spielte und Hörfolgen zusammenstellte.
Von 1933 bis 1941 leitete er den Chor der Niederdeutschen Singschar Hamburg. Nach dem Zweiten Weltkrieg verlegte er allerdings zunehmend seine beruflichen Tätigkeiten auf die Arbeit als Autor plattdeutscher Texte.
Ab 1955 war Tenne für mehrere Jahre Vorsitzender der Vereinigung Quickborn.
Auf dem Ohlsdorfer Friedhof in Hamburg befindet sich bei Planquadrat Y 15 nördlich vom Nordteich das Grab von Otto Tenne. Die Grabinschrift ist plattdeutsch und heißt übersetzt: „Ich suche das Licht in all meinem Tun“.

## Hörspiele

### Als Autor
- 1951: Twüschen Wihnachten un Niejaar – Regie: Hans Freundt
- 1952: Hüüt kummt Vadder ok mol an de Luft! – Regie: Hans Freundt
- 1952: De grote Krink – Mitautor: Heinrich Behnken; Regie: Hans Freundt
- 1952: De nige Bessen! – Regie: Hans Freundt
- 1953: Sünnros – Regie: Hans Tügel
- 1953: Gott sien Speelmann (auch Komponist) – Regie: Hans Tügel
- 1954: Ringeldanz un Rosenkranz (auch Komponist) – Regie: Günter Jansen
- 1954: Dat Hart is klöker – Mitautor: Ewald Christophers; Regie: Hans Tügel
- 1955: Dat Sünndagskind – Regie: Nicht bekannt
- 1956: Bunte Mardels (auch Musikalische Begleitung) – Regie: Günter Jansen
- 1956: De Stern achter de Wulken – Regie: Günter Jansen
- 1959: Gott sien Speelmann – Regie: Hans Tügel
- 1961: Ünner de Klock – Regie: Otto Lüthje
- 1963: Dat Wienglas (auch Komponist und Klavierspieler) – Regie: Hans Tügel
- 1964: De Quengelkopp – Regie: Erich Keddy
- 1965: Dat Huus Nummer söben – Regie: Erich Keddy
- 1967: Regenwind – Regie: N. N.

### Als Komponist
- 1950: Rudolf Kinau: Gorch Fock – Söbentig Joahr – Regie: Hans Freundt
- 1951: Peter Kalff: Dat Redentiner Osterspill (auch Dirigent) – Regie: Hans Freundt
- 1951: Jan Fabricius: Avendroot (auch Dirigent) – Regie: Hans Freundt
- 1951: Gerd Lüpke: Un dat Licht keem – Regie: Werner Perrey
- 1951: Rudolf A. Dietz: Dat late Leben – Regie: Nicht bekannt
- 1951: Hans Heitmann: Krut gegen den Dood – Regie: Hans Freundt
- 1951: Heinrich Schmidt-Barrien: Dat plattdütsche Krüppenspäl (auch Dirigent) – Regie: Hans Freundt
- 1952: Paul Schurek: As de Minschen ... – Regie: Hans Freundt
- 1952: Theodor Storm: Pole Poppenspäler – Regie: Werner Perrey
- 1952: Werner Perrey: Lütt Seelken – Regie: Werner Perrey
- 1952: Heinrich Behnken: Een Sommerdag – Regie: Hans Freundt
- 1952: Johannes Gillhoff: Jürnjakob Swehn, der Amerikafahrer – Regie: Hans Freundt
- 1952: Albert Mähl: Der Quickborn – Regie: Hans Freundt
- 1952: Johannes Stricker: De dütsche Slömer – Regie: Hans Freundt
- 1953: Heinrich Behnken: Dat Brannwien-Duwell – Regie: Günter Jansen
- 1953: Herbert Stahlbuhk: Wenn de Maan schient – Regie: Günter Jansen
- 1953: August Hinrichs: Alltomal Sünner – Regie: Werner Perrey
- 1954: Albert Mähl: Interview mit Swinegel (Bearbeitung (Musik)) – Regie: Günter Jansen
- 1954: Paul Behlau: Dat Leed vun de See – Regie: Günter Jansen
- 1954: Hans Heitmann: Kruut gegen den Dood – Regie: Walter A. Kreye
- vor 1956: Gorch Fock: Cili Cohrs – Regie: Günter Jansen
- 1956: Ludwig Rathcamp: De Buxtehuder Wett – Regie: Günter Jansen
- 1957: Gerd Lüpke: Pythagoras ward'n Kerl (auch Klavierspiel) – Regie: Günter Jansen
- 1958: Paul Schurek: De dumme Ilsebill (auch Dirigent) – Regie: Hans Mahler
- 1961: Hermann Boßdorf: De Fährkrog – Regie: Nicht angegeben
- 1961: Paul Schurek: De kloke Anna (auch als Cembalospieler) – Regie: Günther Siegmund

### Als Bearbeiter (Wort)
- 1951: Gorch Fock: Cilli Cohrs – Regie: Günter Jansen
- 1952: Theodor Storm: Pole Poppenspäler – Regie: Werner Perrey
- 1952: Fritz Reuter: Ut de Franzosentied – Regie: Hans Freundt
- 1952: Johannes Gillhoff: Jürnjakob Swehn, der Amerikafahrer – Regie: Hans Freundt
- 1954: Hermann Boßdorf: De rode Ünnerrock – Regie: Günter Jansen
- 1955: Klaus Groth: De rode Möller – Regie: Günter Jansen
- 1955: Wilhelm Wisser: De ol Mann, de wedder nah Schol geiht – Regie: Günter Jansen
- 1956: Fritz Stavenhagen: De Lots – Regie: Günter Jansen
- 1959: Thora Thyselius: Allens blots Schören (Scherben) – Regie: Hans Tügel
- 1961: Hermann Boßdorf: De Fährkrog – Regie: Nicht angegeben
- 1965: Gorch Fock: Cilli Cohrs – Regie: Curt Timm

### Am Klavier
- 1958: Walter Gättke: De Daag ward kötter – Regie: Günter Jansen
- 1965: Karl A. Weidemann: Dat Sofaküssen – Regie: Günther Siegmund

## Ehrungen
- 1958: Klaus-Groth-Preis
- 1964: Freudenthal-Preis